# 日本漢字學會
日本漢字學會，是日本首個專門研究漢字的機構。成立於2018年，研究漢字的構成、讀音、書法及漢字教育等，現任會長為阿辻哲次。

## 活動
- 舉行漢字研究大會[7]
- 出版漢字學刊物

## 理監事

### 理事
- 阿辻哲次（會長）
- 大形徹、山本真吾（副會長）
- 池田証壽[8]、圓滿字二郎、小原俊樹、笹原宏之
- 清水政明、棚橋尚子、森賀一惠、安岡孝一

### 監事
- 佐野宏、吉川雅之